# Snug Corner
Snug Corner är en ort i Bahamas.   Den ligger i distriktet Acklins Island District, i den sydöstra delen av landet, 500 km sydost om huvudstaden Nassau. Snug Corner ligger 6 meter över havet och antalet invånare är 407. Den ligger på ön Acklins Island.
Terrängen runt Snug Corner är mycket platt. Havet är nära Snug Corner åt sydost. Trakten runt Snug Corner är nära nog obefolkad, med mindre än två invånare per kvadratkilometer.. Det finns inga andra samhällen i närheten. 
Omgivningarna runt Snug Corner är en mosaik av jordbruksmark och naturlig växtlighet.